# Vincent Nichols
Vincent Gerard Nichols (Crosby, 8. studenoga 1945.) britanski je katolički prelat koji služi kao nadbiskup Westminstera od 2009. godine.
Dana 6. svibnja 2023. Nichols je sudjelovao na krunidbi kralja Karla III. Nicholsova prisutnost predstavljala je prvi put da je katolički prelat sudjelovao u krunidbi britanskog monarha otkako je Elizabetu I. okrunio katolički biskup Owen Oglethorpe u vrijeme protestantske reformacije.